# Blæs Bukki
Blæs Bukki er en dansk rapper, teaterskuespiller og keyboardspiller, også kendt som Blæs B, Bukki Blæs, Doktor Robot eller Piskeben, eller under det borgerlige navn Lasse Bavngaard, har været medlem af grupperne Madness 4 Real (Den Gale Pose), Malk de Koijn, Bikstok Røgsystem og Balstyrko.

## Karriere
Han blev medlem af rapgruppen Madness 4 Real i slutningen af firserne, men han forlod gruppen i starten af halvfemserne, for at starte gruppen Malk de Koijn. Malk de Koijn opnåede succes, dog ikke noget der kunne måles med hans tidligere kollega Jesper Dahls umiddelbare succes i dansk hiphopmiljjø i starten af er det 21. århundrede, hvor Jesper Dahl optrådte under aliaset Jokeren. Da bandet omkring år 2004 blev sat på stand by startede Blæs Bukki, sammen med Pharfar og Eaggermand, Bikstok Røgsystem, Danmarks første dansksprogede dancehallgruppe, Bikstok Røgsystem. Deres debutalbum Over stok og sten udkom i 2005 og blev en kæmpe succes, blandt andet med numrene "Fabrik" og "Cigar" som største hits. I august 2006 forlod Blæs Bukki gruppen, da han ikke ville vie hele sit liv til dancehallreggae. Bikstok Røgsystem har dog siden da spillet store koncerter, og har bl.a. spillet på Orange scene ved Roskilde Festival 2019.
Fra 2007 var Blæs Bukki i gang med gruppen Balstyrko sammen med den danske sangerinde Ane Trolle og Ormen, og deres debutalbum udkom d. 3. marts 2009. I 2009 lavede han sammen med Jokeren singlen "Gå væk". I sommeren 2009 samledes Malk de Koijn igen og gav koncert på Roskilde Festival og i efteråret rundt om i landet, bl.a. i Odense, Horsens og Aalborg og alle koncerter blev udsolgt.
Hans lillebror Morten Bavngaard er også aktiv i rap-miljøet, under kunstnernavnet Humme, og de har samarbejdet på flere numre sammen.

### Teater
I 2006 optrådte han i stykket Gynt på Betty Nansen Teatret sammen med rap-kollegaen Geolo Geo og de tre stand-up komikere Rune Klan, Jonatan Spang og Carsten Bang.
I 2007 medvirkede han i samme teaters opsætning af stykket Købmanden sammen med Jonatan Spang, Nicolas Bro, Laura Bro, Omar Marzouk og Natasja.
I foråret 2008 var han en del af besætningen på nyfortolkningen Biblen på Nørrebro Teater, sammen med Malk de Koijn-kollegaen Tue Track. Jonatan Spang, Linda P, Rune Klan udgjorde resten af ensemblet.